# サンドロ・ボッティチェッリ

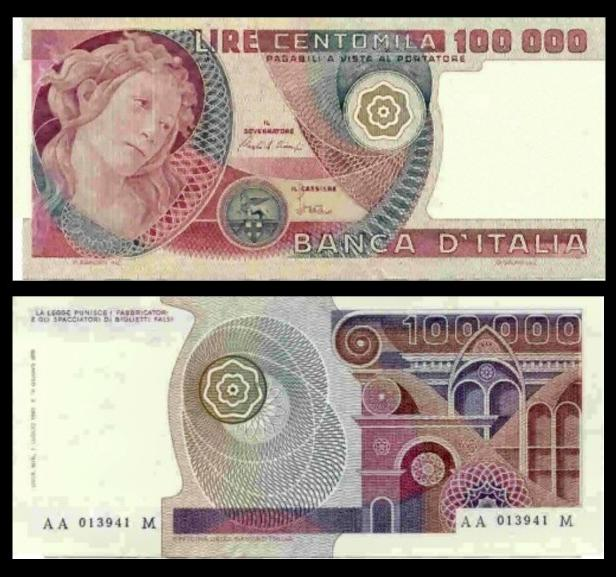
代表作の『プリマヴェーラ』が用いられている100000リラ紙幣

サンドロ・ボッティチェッリ（イタリア語: Sandro Botticelli, 1445年3月1日[1444年とも]- 1510年5月17日）は、ルネサンス期のイタリアのフィレンツェ生まれの画家で、本名はアレッサンドロ・ディ・マリアーノ・フィリペーピ (Alessandro di Mariano Filipepi) といい、ボッティチェッリは兄が太っていたことから付いた「小さな樽」という意味のあだ名である。ボッティチェルリ、ボッティチェリ、ボティチェリ、ボティチェッリ、ボッチチェリ、ボッチチェルリなどと表記されることもある。
サンドロ・ボッティチェッリは、1510年にイタリアのフィレンツェで亡くなった。

## 概要
初期ルネサンスで最も業績を残したフィレンツェ派の代表的画家。フィリッポ・リッピの元で学び、メディチ家の保護を受け、宗教画、神話画などの傑作を残した。
1492年、メディチ家当主ロレンツォ・デ・メディチの死後、ドメニコ会の修道士サヴォナローラがフィレンツェの腐敗を批判し、市政への影響力を強めた。そのためボッティチェッリも神秘主義的な宗教画を描くようになる。ボッティチェッリはサヴォナローラの反対派からの画の注文もよく受けており、この事実は彼がヴァザーリが記すよりはずっと自由な立場にいたことを示している。この時期以降の作品は精彩を欠くとして評価は高くない。1501年頃には制作を止める。フィリッピーノ・リッピは彼に師事していた。
ボッティチェッリはギリシャ文化に純粋に傾倒したと見られる『春』『ヴィーナスの誕生』を描いた。その後400年にわたり忘れ去られてしまい、やっと受け入れられるようになったのは19世紀末だった。それまでヨーロッパはボッティチェッリを受け入れるだけの多様性の素地に欠けていたため、その名はあまり知られることはなかった。19世紀イギリスのラファエル前派に注目されたことから名声が広まったという経緯がある。

## 出自
サンドロ・ボッティチェッリはフィレンツェのヌォーヴァ通り（現ポルチェッラーナ通り）に誕生した。4人兄弟の末っ子として、貧乏ではないものの質素な家庭で育った。父マリアーノ・ディ・ヴァンニ・フィリペーピは皮なめし職人でサント・スピリト地区の近くに工房を構えていた。実際、ポルチェッラーナ通りのあるサンタ・マリア・ノヴェッラ地区の住人の多くは同様の仕事をしていた。というのも、アルノ川とムニョーネ川に近く、仕事に有利だったためである。サンドロに関する初期史料は、土地台帳の届け出によっている。土地台帳には、家主が自らの財産、収入、支出、さらに家族構成等を申告することが義務づけられていた。1458年の土地台帳にマリアーノ・フィリペーピは4人の息子ジョヴァンニ、アントニオ、シモーネ、サンドロを挙げている。なおサンドロは13歳で、「病弱」、「勉学中」と記されていることから、何人かの学者は、サンドロは病気がちの幼少時代を過ごしたために内向的な性格になり、そのためにいくつかの作品に陰鬱な雰囲気を読み取ることができるのではないかと推測している。兄のアントニオは金細工の仕事をしていた。それゆえ、サンドロは彼の工房で芸術家としての初期教育を受けた可能性が高い。一方、ヴァザーリが「ボッティチェッリ伝」で述べているように、父親の友人ボッティチェッロの工房で見習いをしていたという仮説は排除すべきであろう。というのも、今日に至るまで、該当する時期にフィレンツェにこの職人がいたことを証明するいかなる史料的証拠も存在しないからである。

## 修行時代
ボッティチェッリの真の意味での修業は1464年から1467年までのフィリッポ・リッピの工房においてであった。ボッティチェッリも数多くの徒弟たちと共に、プラート大聖堂の礼拝堂にて一連のフレスコ画《聖ステファノと洗礼者聖ヨハネ伝》を制作中であったフィリッポ・リッピの下で修業をした。
この時期ボッティチェッリにより制作された一連の聖母像には、師匠であるフィリッポ・リッピの影響がとりわけ顕著であり、幾つかの作品はリッピの《聖母子》（1465年、ウフィッツィ美術館蔵）を忠実に習っている。ボッティチェッリに帰属される最初期の作品は《聖母子と天使》（1465年頃、捨て子養育院蔵）である。この作品はリッピの同時期の作品との類似性が極めて顕著であり、むしろ模写であるかのようである。同じことが《聖母子と二人の天使》（1465年頃ワシントン）、《聖母子と天使》（アジャクシオ、フェッシュ美術館）にも言える。
フィリッポ・リッピの工房を後にしスポレートへ向かったボッティチェッリは、アントニオ・デル・ポッライオーロやアンドレア・デル・ヴェッロッキオの工房に出入りし、彼らから影響を受けることで、絵画様式を徐々に進化させた。ヴェッロッキオの影響は、1468年から1469年にかけて制作された一連の聖母像―《バラ園の聖母》（ウフィツィ美術館蔵）、《セラフィムの聖母》（ウフィッツィ美術館蔵）、《聖母子と天使たち》（ナポリ、カポディモンテ美術館蔵）―に顕著である。
これらの作品の中では、人物像は「窓」のような絵画の縁ぎりぎりのところに遠近法的に配置されており、背景の建造物は観念的空間を規定している。構図はそれゆえ段階的に進化しており、遠近法で描かれた理論的空間と、前景から成る現実的空間との間を繋ぐ役割を果たしている。

## 独立後の経歴
1469年の土地台帳が示している通り、その時すでにボッティチェッリは自ら家をもち独立して仕事をしていた。1470年10月9日、師フィリッポ・リッピがスポレートで亡くなり、同年ボッティチェッリは自らの工房を構えた。同年6月18日から8月18日まで、彼は初めて公的注文を受けて働き、高い名声と反響を受けた。フィレンツェの商業裁判所のスパッリエーラ（背もたれ）ために制作した《剛毅》のことである。このパネル画はピエロ・ポッライオーロが制作した一連の《七徳》に嵌められることになっていた。ボッティチェッリはポッライオーロが提示した計画案を知っていたが、それとは全く異なる方法で制作した。ピエロが用いた大理石製の質素な席に、豪華に装飾された玉座を描き、司法官の務めに関する道徳的特質を喚起する奇抜な形体が採られた。つまり、この美徳をもつのに必要な「大切なもの」を象徴的に表したのである。建築はそこに座る女性の堅固で彫塑的で、とりわけ美しい姿を一体になる。ボッティチェッリは初期の模範から徐々に距離を置き、彼の同時代人たちの様式から本質的に異なる様式を生み出すことで、当時のフィレンツェの芸術における唯一無二の存在となったのである。

## 1470年代の作品
1472年にボッティチェッリはフィレンツェの画家信心会である聖ルカ組合に登録し、彼の友人であった15歳のフィリッピーノ・リッピ（師フィリッポ・リッピの息子）を組合に登録するよう勧めた。フィリッピーノは後に親友となるだけでなく、彼の一番の協力者となる。この時期に《聖セバスティアーノ》（元サンタ・マリア・マッジョーレ教会）は制作された。この作品においてボッティチェッリはプラトン・アカデミーの哲学への接近を既に示している。
マルシリオ・フィチーノおよびアーニョロ・ポィツィアーノにより振興されたメディチ家の周辺の学者サークルの中では、現実は2つの大きな原理の組み合わせとして見られていた。つまり一方は神であり、他方は不動の物質である。人間はそれゆえ世界の中で特権的な位置を占めていた、というのも、理性を通して神の観想に到達し得るからである。しかし同時に自らの本能に従い物質性にとらわれるなら最も低い状態へ退く可能性もあった。この作品でボッティチェッリは、身体の美しさを賛美するに留まらず、世俗から聖人を切り離し、周囲の光によって彼を空へ、超越へ近付けている。《ユーディット伝》(1472)の描かれた二連祭壇画は、ボッティチェッリが師から学んだ事の総括であろう。1枚目の《ホロフェルネスの遺体発見》では、人物像の明快な造形性、鮮やかな色彩、場面の強調された表現性において、まだポッライオーロの様式への参照が顕著である。この1番目のエピソードを特徴づけるドラマ性と暴力は、2番目のエピソード《ベトゥリアに帰還するユーディット》では完全に消え去っていて、むしろ牧歌的で「リッピ風の」様式である。
1473年から1474年にかけて制作された《東方三博士の礼拝》はアナモルフォーシス画法の一例である。この作品を見るには、それを水平に置く必要がある。
1470年代にボッティチェッリの様式は既に概観を十分に示している。後に続く彼の作品はメディチ家の重鎮からの大型委嘱によるもので、人文主義的・哲学的主題によって豊かさを増していく。

## 新プラトン主義の影響
新プラトン主義者たちは、この時期までに得られた古代文化を説得的方法で再評価することで、古代文化が包含する異教性を非難するキリスト教と、人文主義の運動の最初期の支持者との間に生まれた亀裂を埋めることができた。彼らは「倫理的模範として古代の美徳」を積極的に提案しただけでなく、キリスト教の理想と古典文化の理想とを一致させるに至った。これは、プラトンや、前キリスト教社会の深遠な宗教性を主張していた神秘主義の様々な風潮に依拠した結果であった。
表象芸術に与えたこれらの理論の影響は甚大であった。美および愛は新プラトン主義の芸術の中心的な主題となった。というのも、愛に突き動かされた人間は、物質世界の最下位から、精神の最高位にまで到達し得ると考えられたからである。このようにして、神秘主義は完全に復活し、聖的主題と同等の権威が与えられた。それ故に、世俗的な性格をもつ装飾は、大変普及したのである。
異教のオリンポス山の最も罪深き女神であったウェヌス（ヴィーナス）は、新プラトン主義者たちにより完全に再解釈され、芸術家たちにより最も頻繁に描かれる主題の1つとなったが、それは二面的な性格を持つものであった。一方は「天空のウェヌス」である。これは精神的愛の象徴であり、人間を宗教的苦行へと導くものである。他方は「地上のウェヌス」である。これは本能性の象徴、情熱の象徴であり、人を下位へと押し戻すものである。
よく描かれたもう1つの主題は、上位の原理と下位の原理との闘争であり（例えばウェヌスによりなだめられた軍神マルスや、ヘラクレスにより倒された怪物など）、人間の精神の連続した緊張状態、つまり美徳と悪徳との間で葛藤した状態を表した。すなわち、人間は素質的には善に向かう傾向にあるが、完璧な状態を保つことができなかったり、時に本能によって理性を失う危険に陥ったりする。こうした個々人の限界を自覚することに、新プラトン主義者の実存的なドラマは由来しており、一見到達不可能な状態を生涯にわたって追いかけることになるということに意識的なのである。
ボッティチェッリは新プラトン主義者たちの友人となり、この考えを完全に認めたため、彼らにより理論化された美を、自らのメランコリックで観照的な性格により、個人的な解釈加えながら、視覚的に表現することができた。ただし、その解釈は、同じ文化的環境と繋がりのあった他の芸術家たちにより提案された解釈とは必ずしも一致するものではない。

## ピサ滞在時代
1474年、ボッティチェッリはカンポサント（共同墓地）(it)をフレスコ画で装飾するため、ピサに招聘された。彼の力量を見るため、祭壇画として《聖母被昇天》を描かされたが、結局カンポサントの装飾を委嘱されるには至らなかった。理由は定かではない。

## 1490年代以降
1490年代に入り、預言者サヴォナローラがフィレンツェに蔓延していた古代の異教的文化および享楽的生活を否定し、キリスト教の信仰に立ち返るように訴えた。ボッティチェッリはサヴォナローラから深い宗教的影響を受け、甘美な聖母子像や神話的作品は描かなくなった。代わりに、『キリストの哀悼』、『オリーブ園の祈り』、『神秘の降誕』などキリストの受難や救済をテーマとする謹厳かつ敬虔な作品が描かれたが、主題のみならず様式的にも中世ゴシック絵画の伝統に回帰するかのようにそれまでの合理的な遠近法は往々にして破棄されている。

## 代表作
『プリマヴェーラ』と『ヴィーナス（ウェヌス）の誕生』の作者として著名である。異教的、官能的なテーマの絵画であり、フィレンツェ・ルネサンスの最盛期を告げるものである。
『プリマヴェーラ』は、近年の修復の結果、オリジナルの華麗な色彩がよみがえり、従来、煤（すす）に覆われてはっきり見えなかった多くの草花が、ヴィーナス（ウェヌス）の立つ地面に描き込まれているのが見えるようになった。研究者によると、これらの草花のほとんどは、今でもトスカーナ地方に自生しているという。
| 『プリマヴェーラ』（1477年 - 1478年頃、ウフィツィ美術館） |  | 『ヴィーナスの誕生』（1485年頃、ウフィツィ美術館） |
| 『プリマヴェーラ』（1477年 - 1478年頃、ウフィツィ美術館） |  | 『ヴィーナスの誕生』（1485年頃、ウフィツィ美術館） |

## ギャラリー

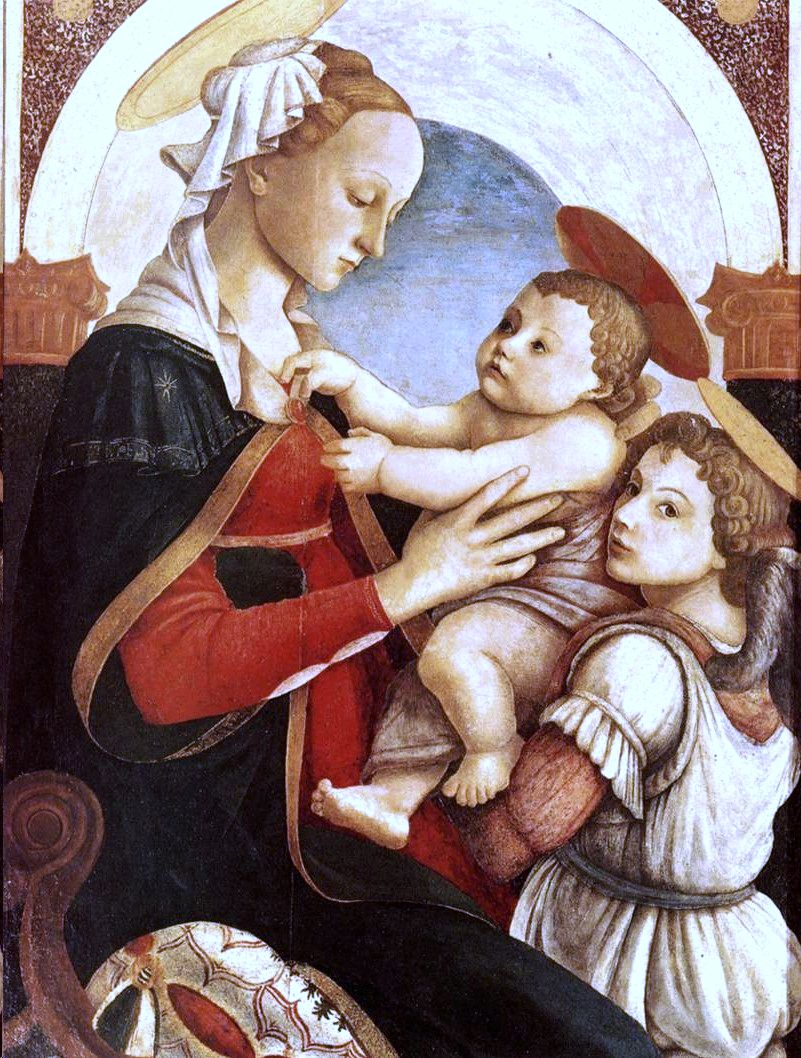
『聖母子と天使』（1465-1467年、捨て子養育院美術館）
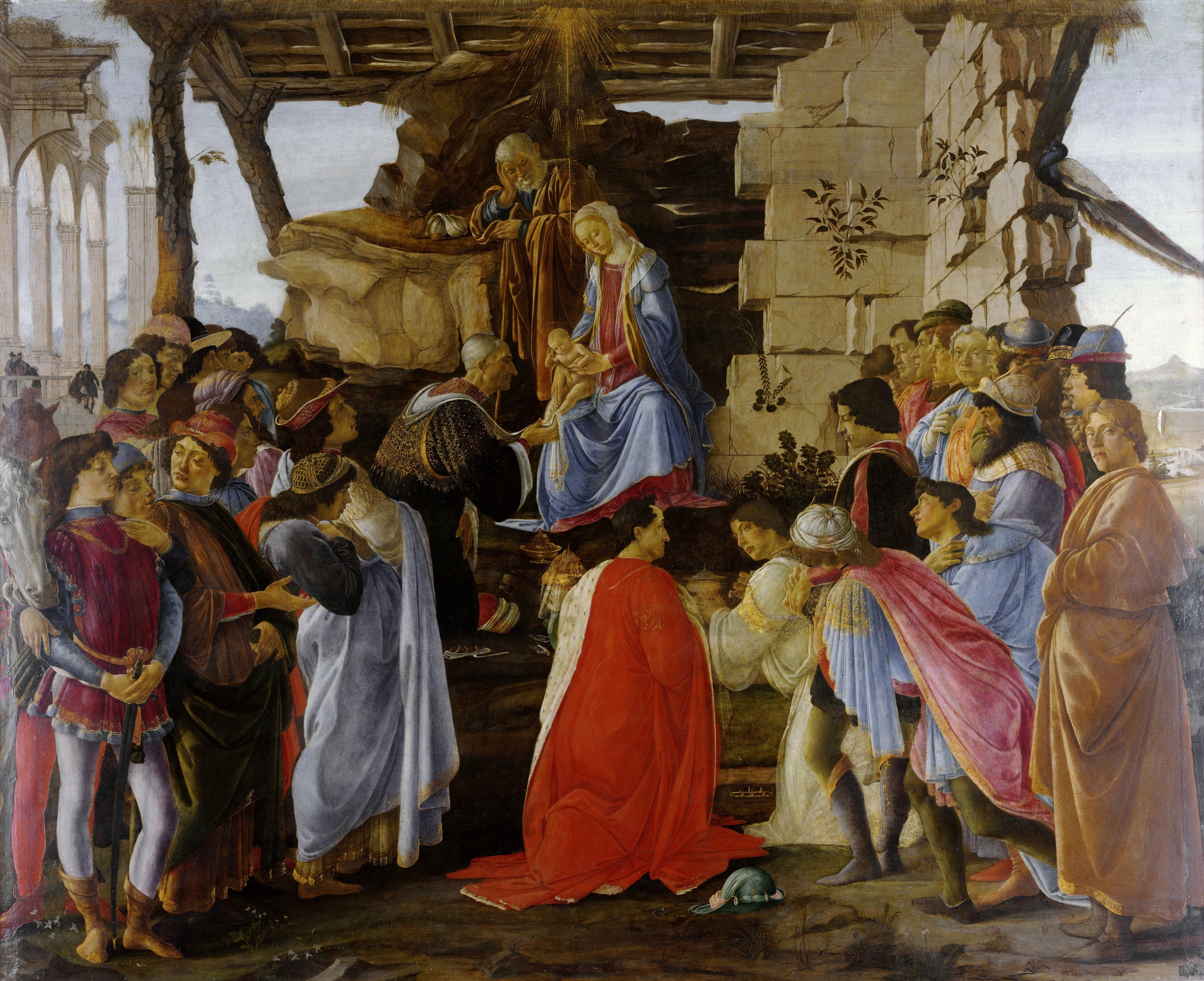
『東方三博士の礼拝』(1475年頃、ウフィツィ美術館)
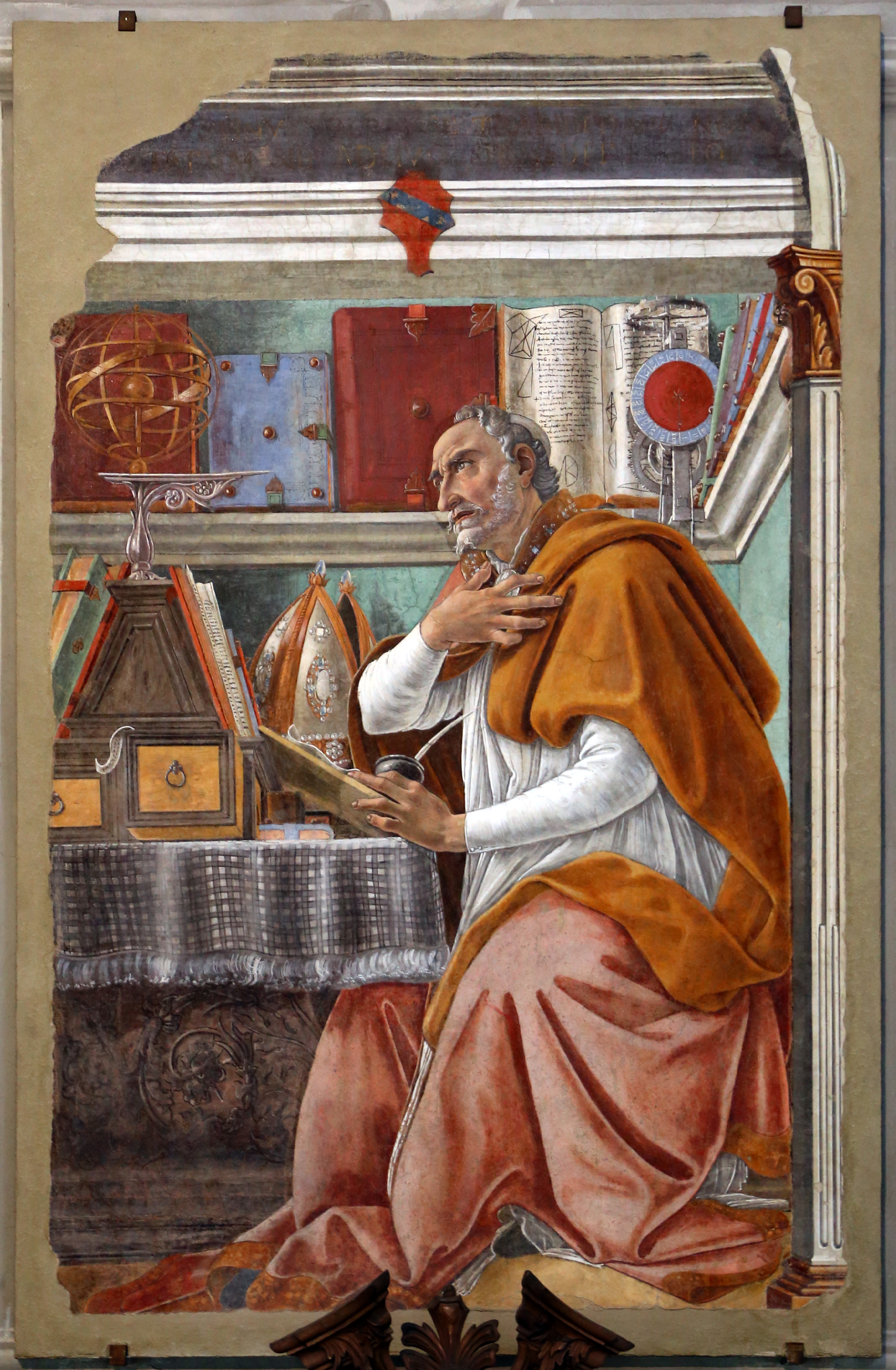
『書斎の聖アウグスティヌス』（1480年、オニッサンティ教会（英語版））
『書物の聖母』（1481-82年頃、ポルディ・ペッツォーリ美術館）
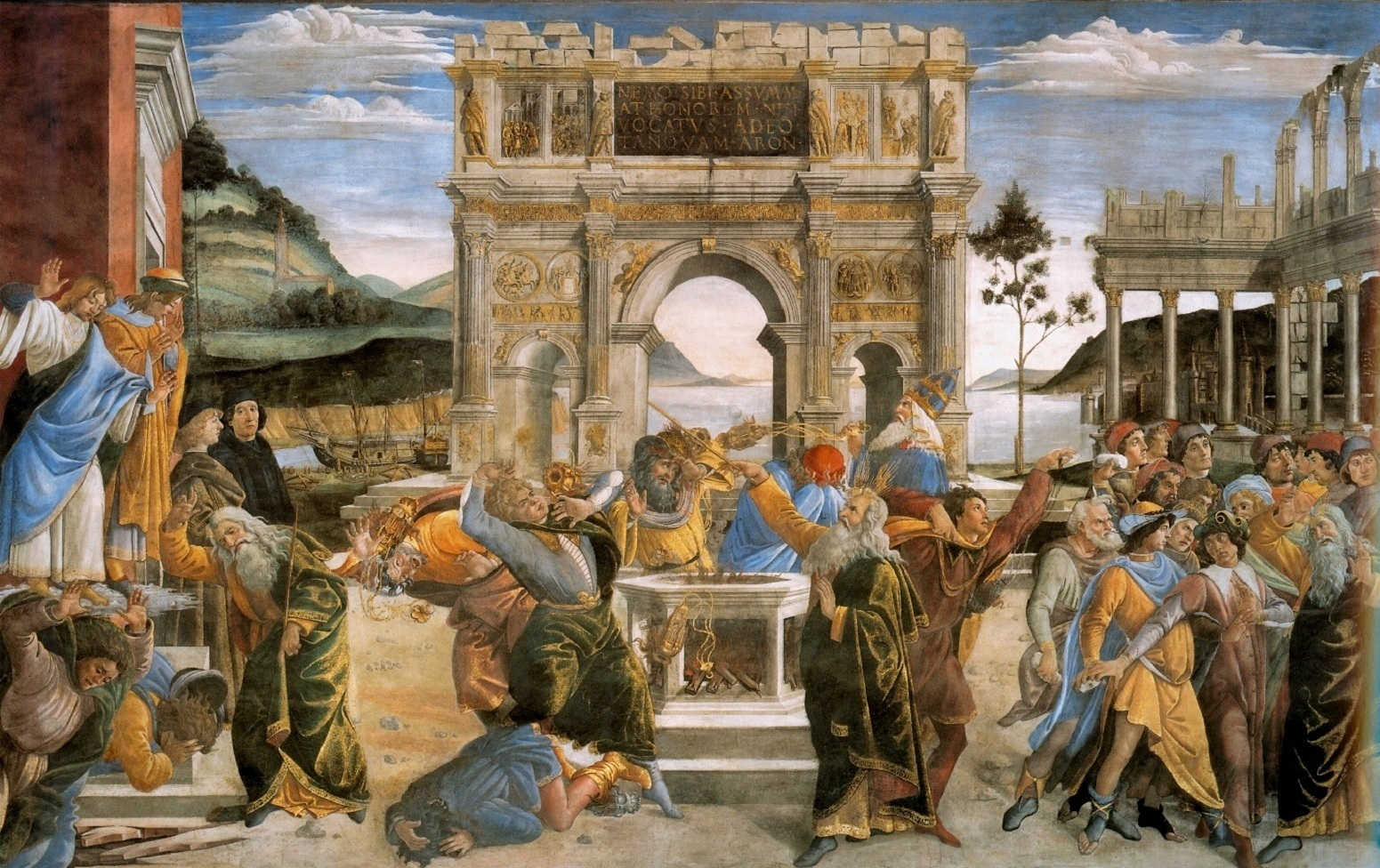
『反逆者たちの懲罰』（1481-82年、システィーナ礼拝堂）
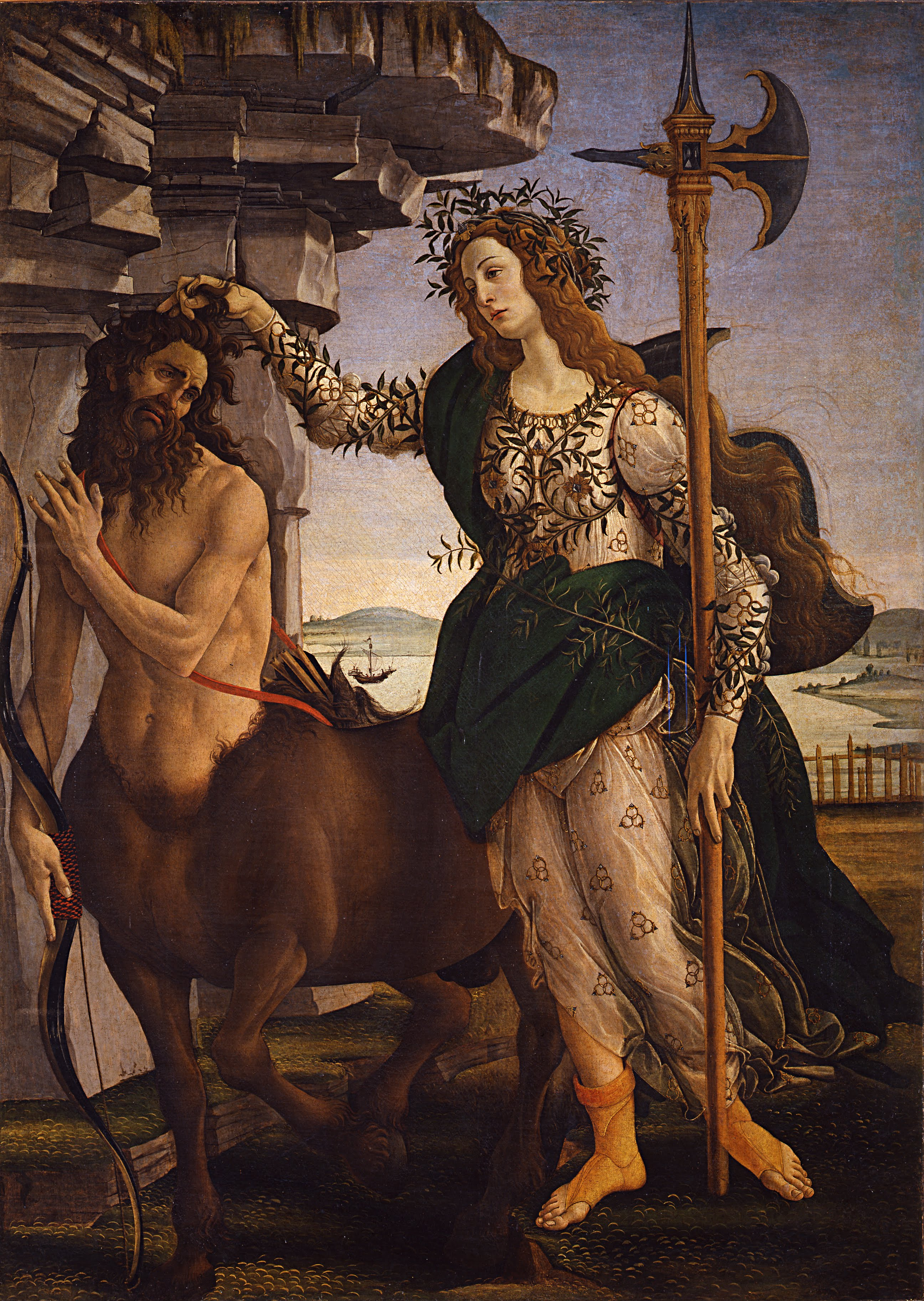
『パラスとケンタウロス』（1482年頃、ウフィツィ美術館所蔵）
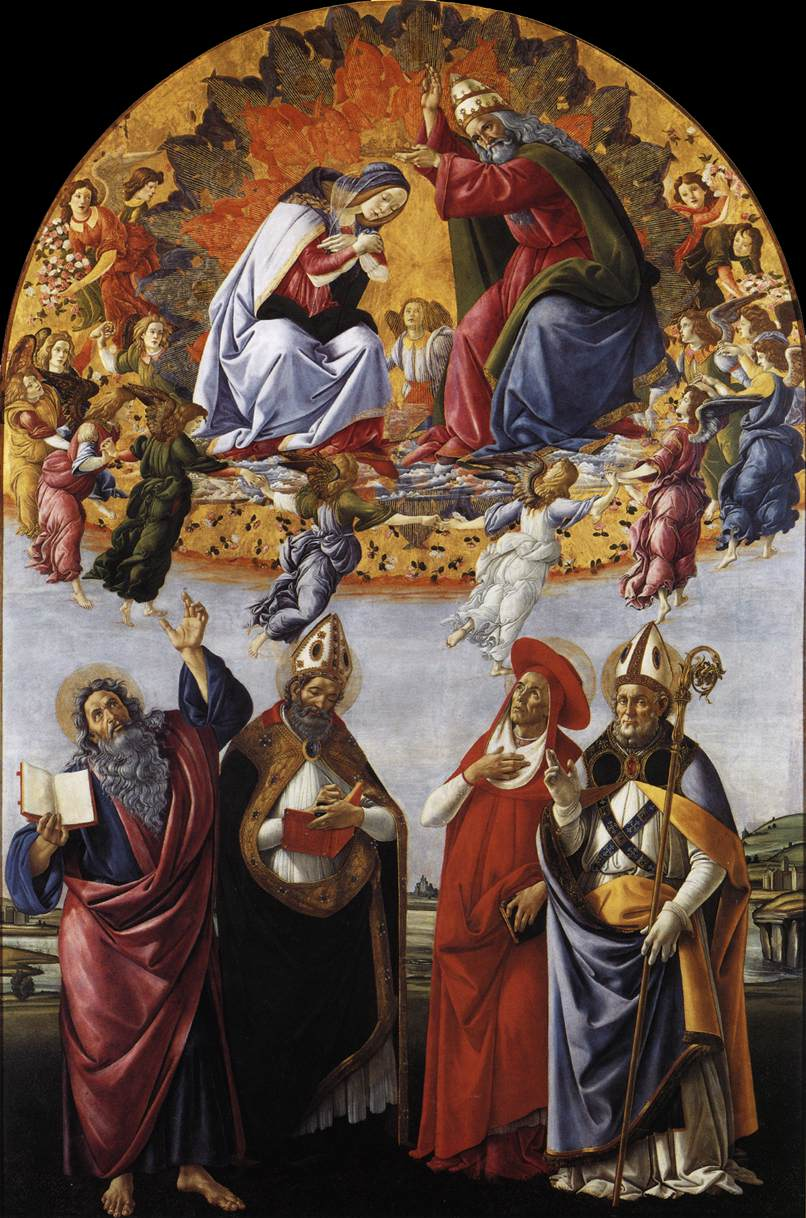
『サン・マルコ祭壇画』（1483年、ウフィツィ美術館所蔵）
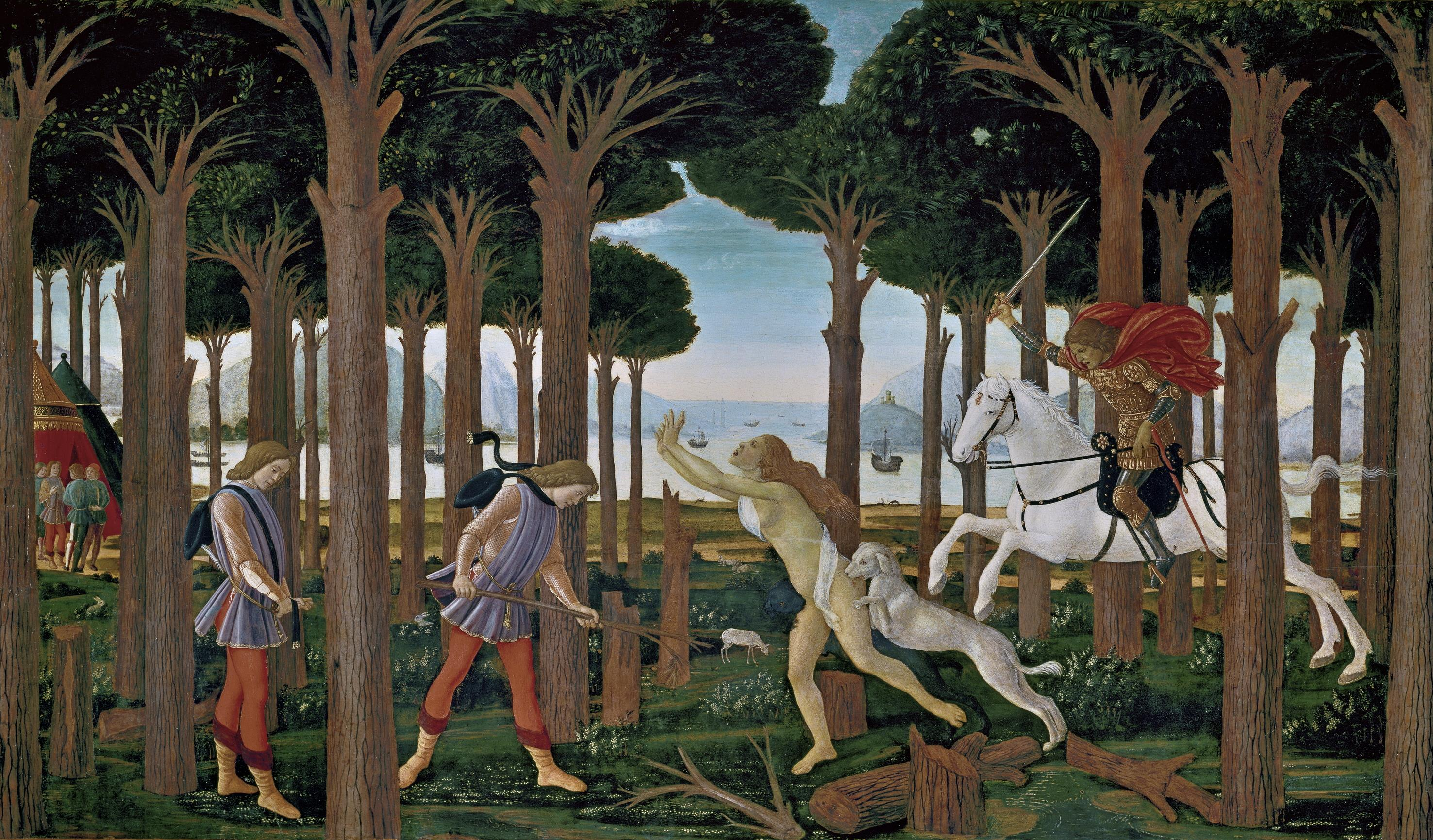
『ナスタージョ・デリ・オネスティの物語、第一話』(1483年、プラド美術館)
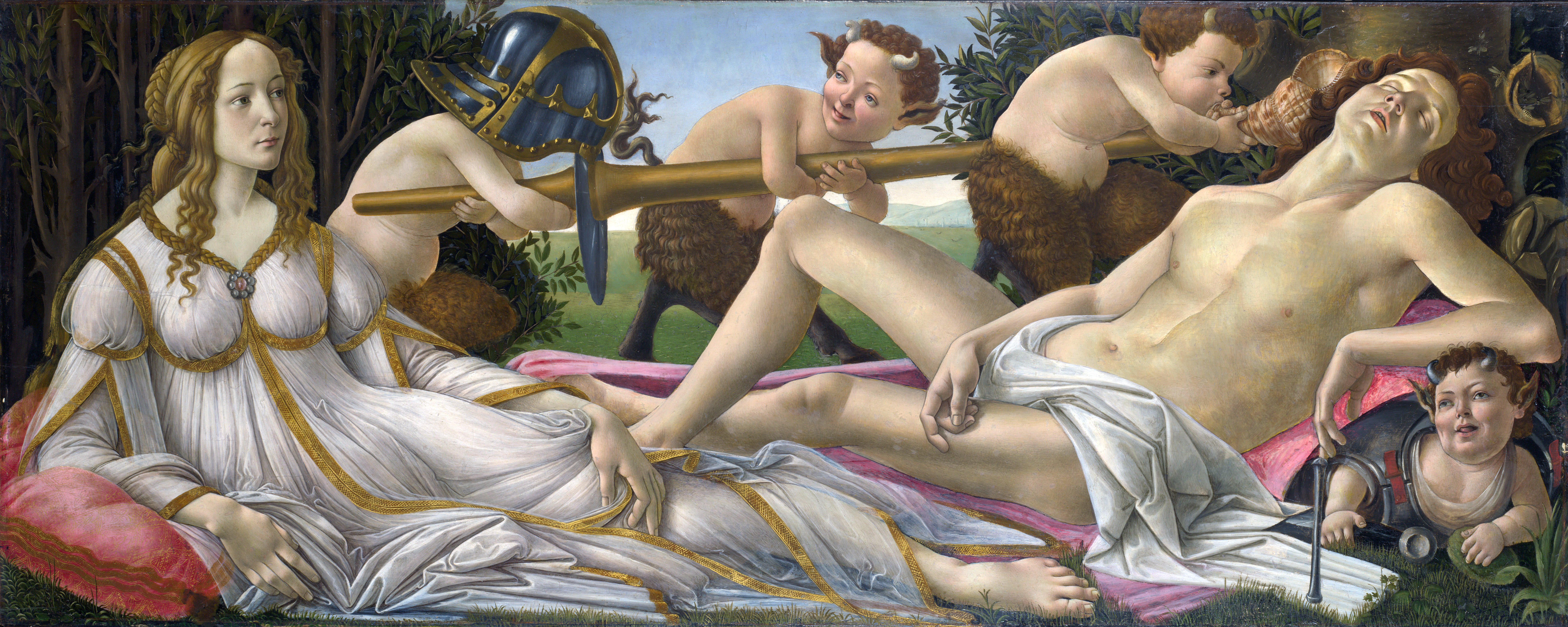
『ヴィーナスとマルス』(1483年、ナショナル・ギャラリー、ロンドン)
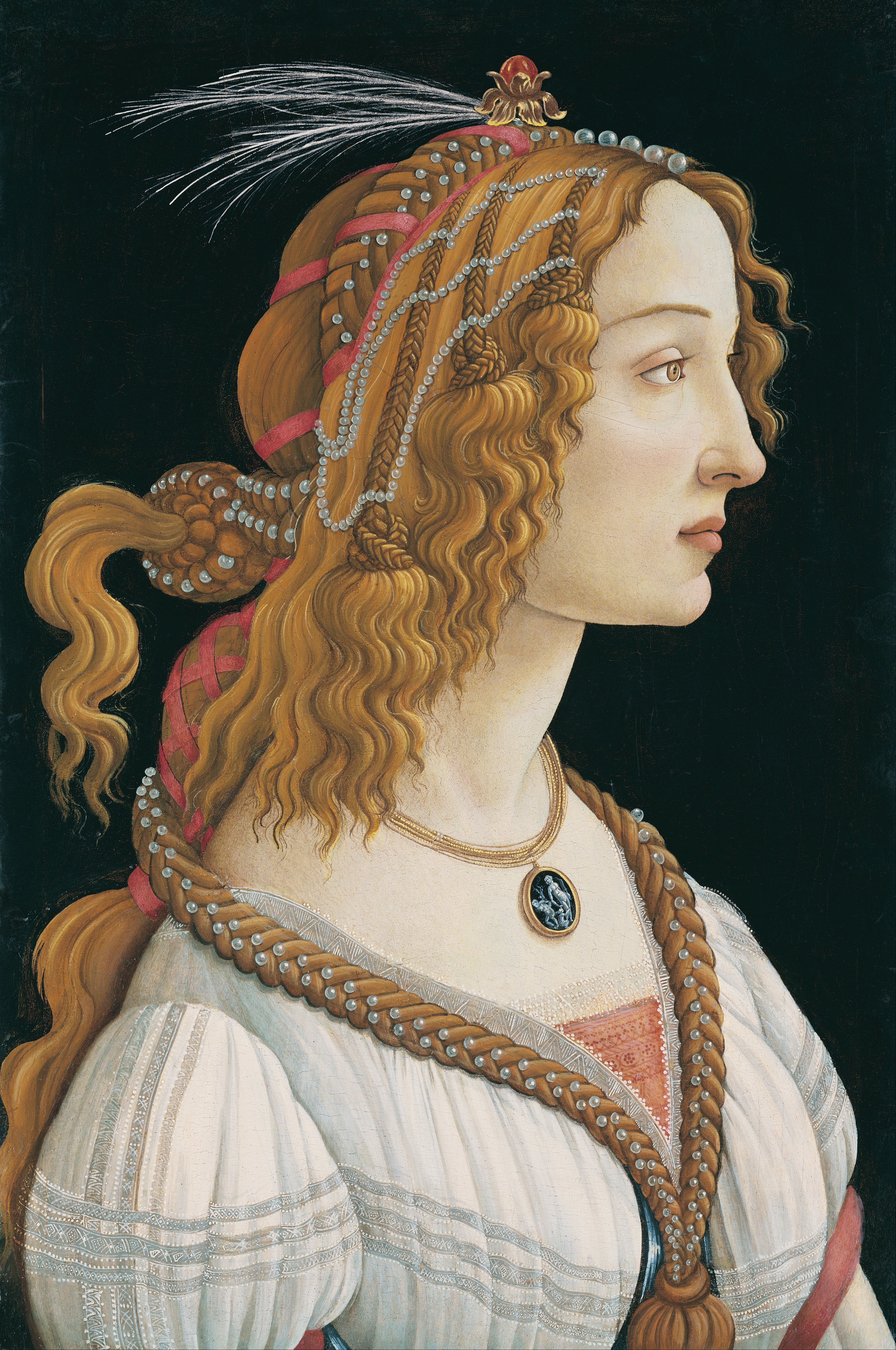
『若い女性の肖像』(1480-1485年、シュテーデル美術館)
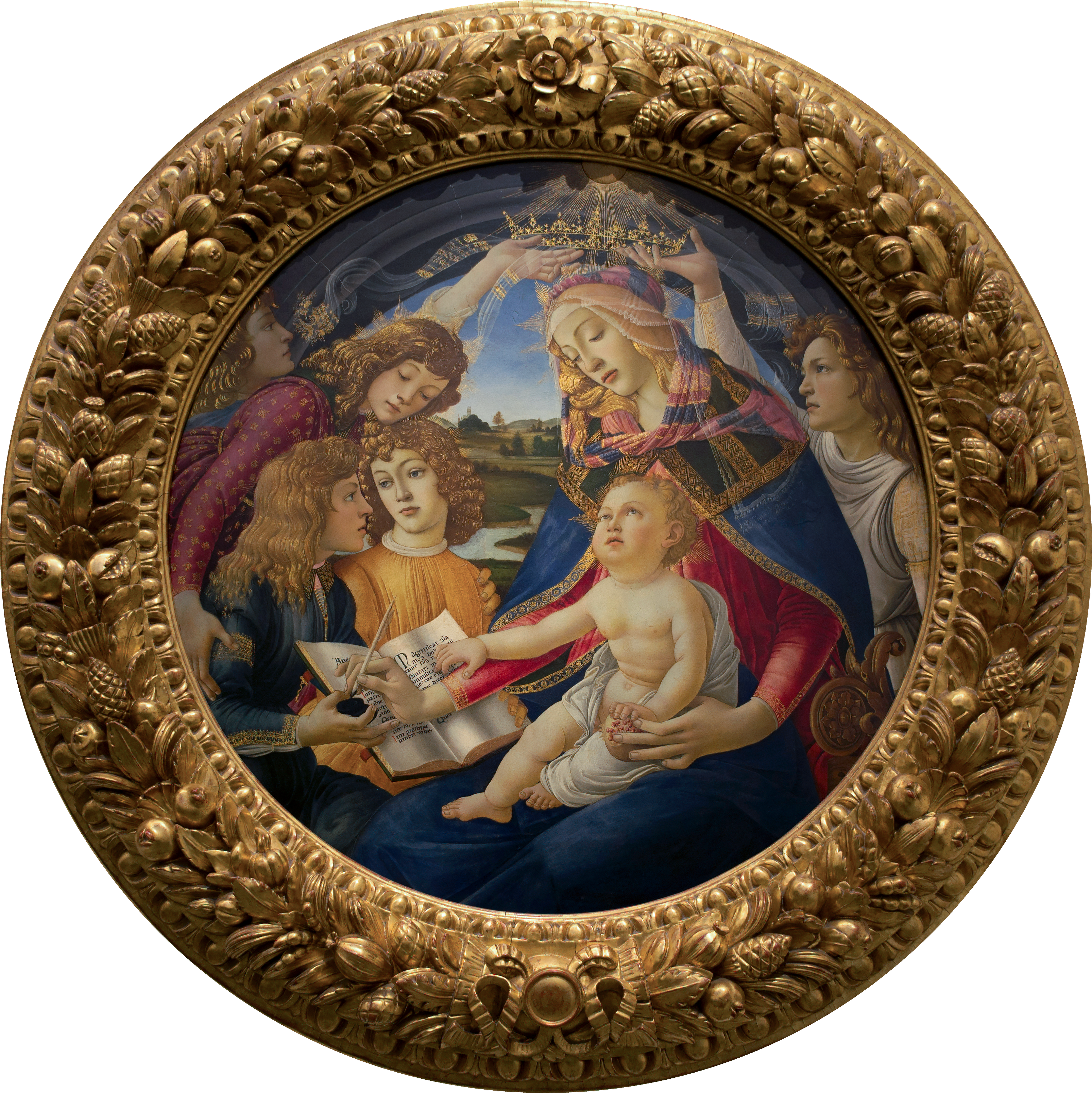
『マニフィカートの聖母』（1483-85年、ウフィツィ美術館所蔵）
『若い婦人に贈り物をするヴィーナスと三美神』(1483-1486年、ルーヴル美術館)
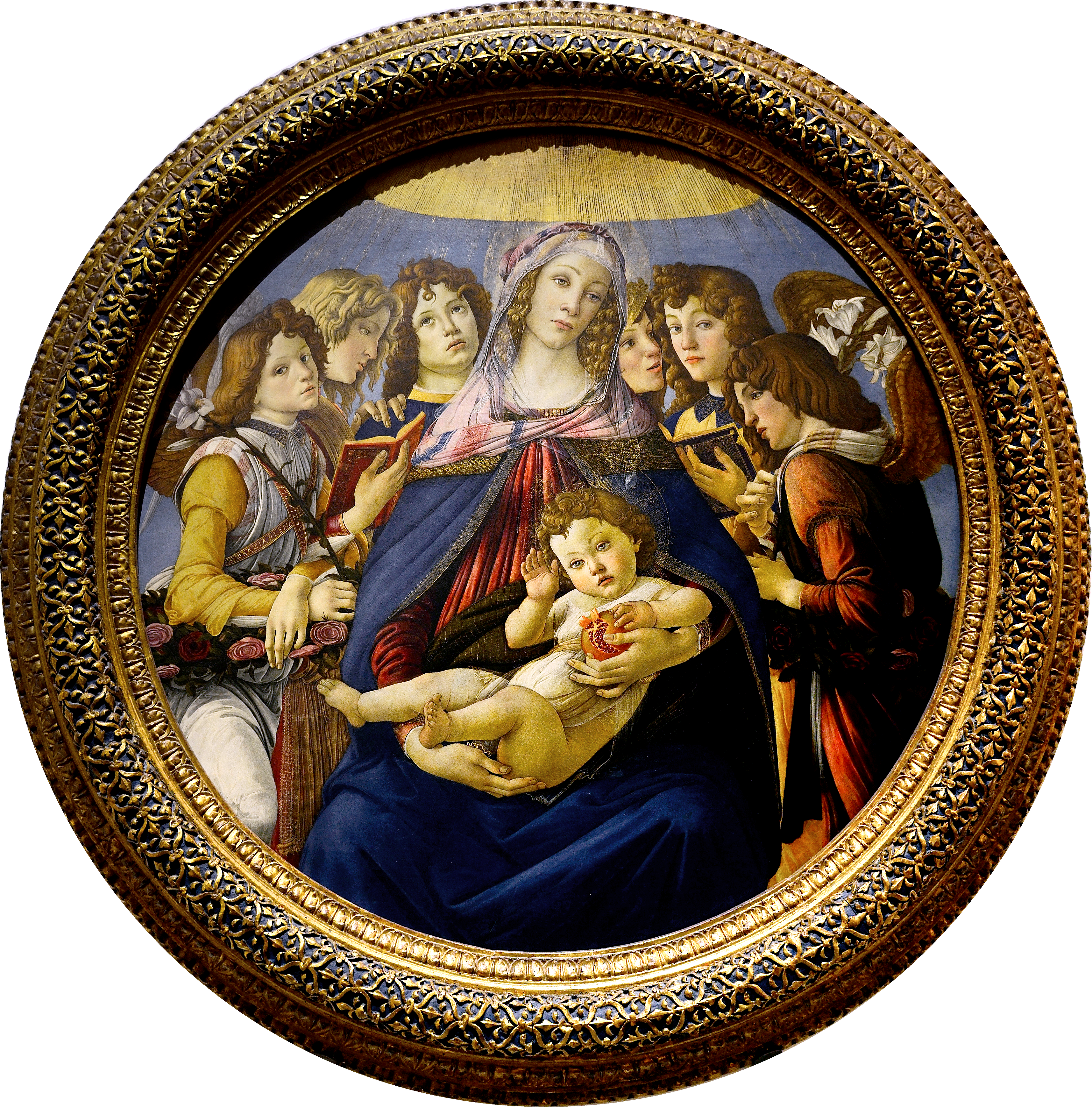
『ザクロの聖母』（1487年、ウフィツィ美術館所蔵）
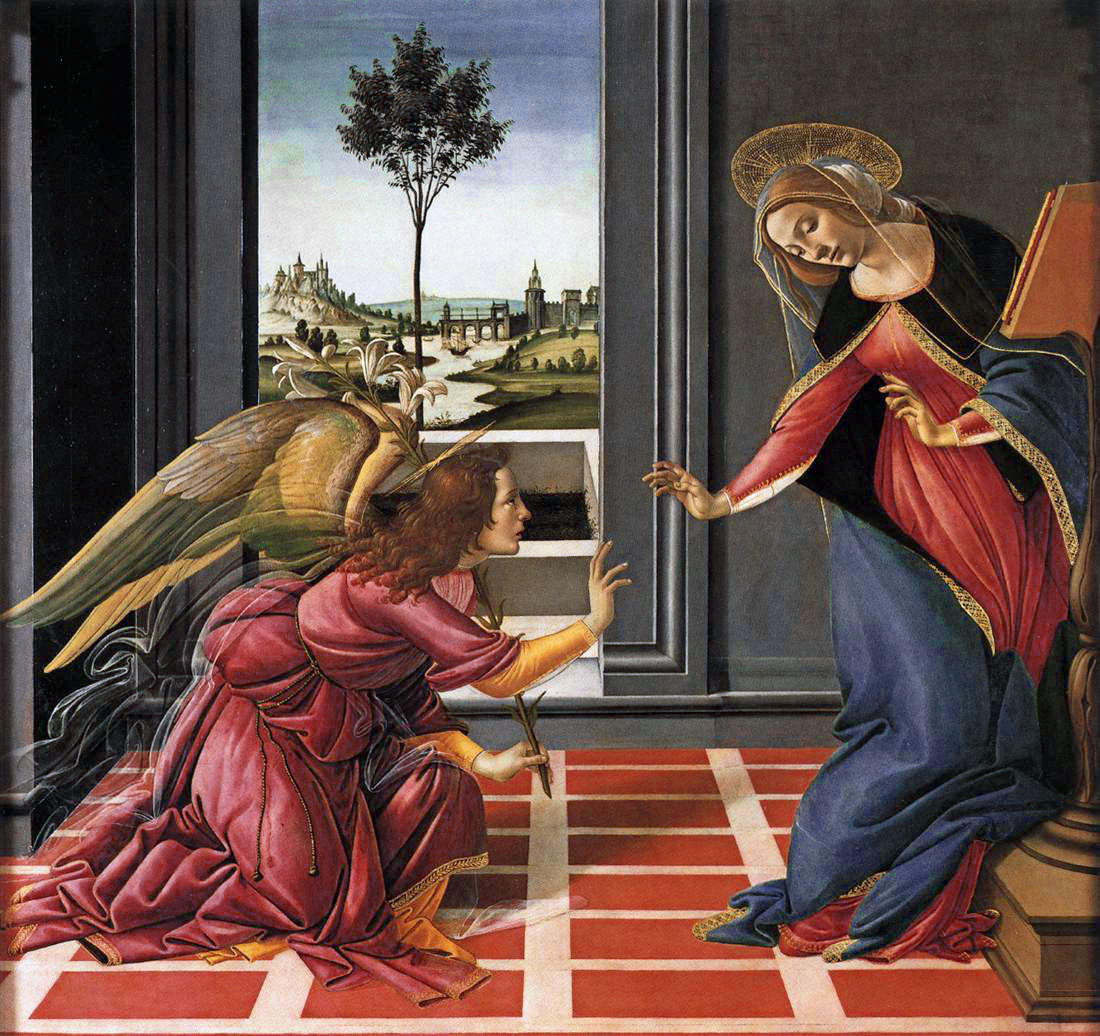
『チェステッロの受胎告知』(1489年、ウフィツィ美術館)
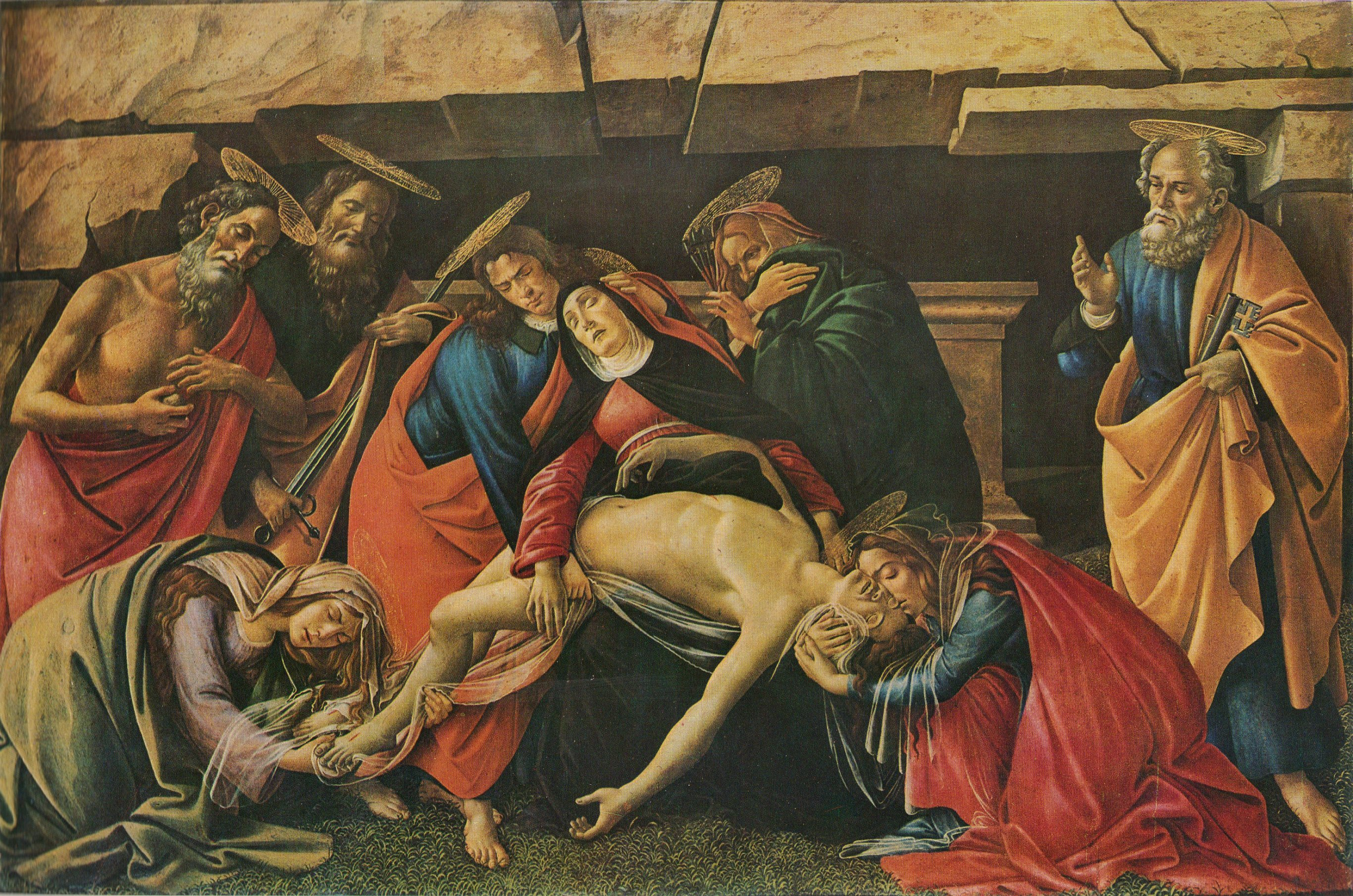
『キリストの哀悼』(1490-1492年、アルテ・ピナコテーク、ミュンヘン)
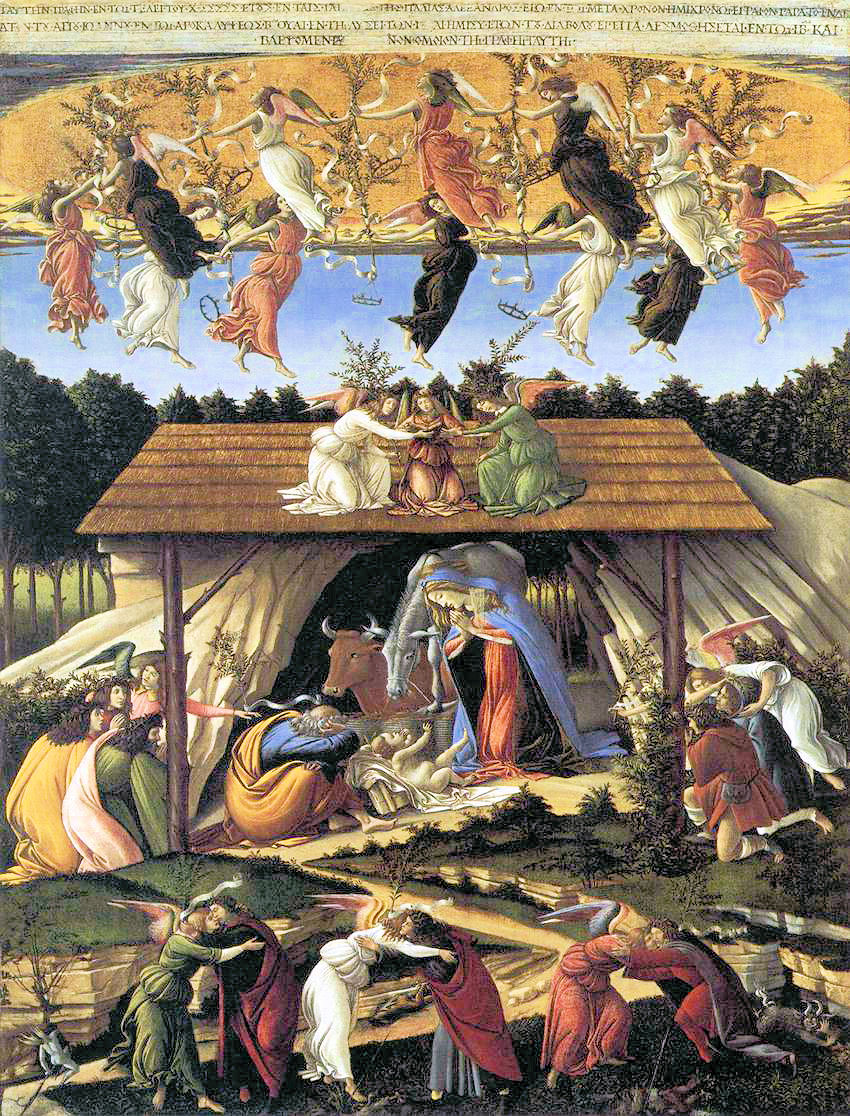
『神秘の降誕』（1501年、ナショナル・ギャラリー、ロンドン）

他に
- システィーナ礼拝堂壁画（1481-83年、バチカン）
- ダンテ『神曲』の挿画（メディチ家の依頼で描かれ、90数点が残っている。彩色まで行われているのは4点で、多くは素描である）

など多数。